# Alex Winter
Alexander Ross „Alex” Winter (ur. 17 lipca 1965 w Londynie) – brytyjsko-amerykański aktor, reżyser i scenarzysta, najlepiej znany z roli Billa S. Prestona w komedii Stephena Hereka Wspaniała przygoda Billa i Teda (1989).

## Życiorys

### Wczesne lata
Urodził się w Londynie, w Anglii, jako syn Gregg (z domu Mayer) i Rossa Alberta Wintera. Jego matka urodziła się w Nowym Jorku w rodzinie żydowskiej, ojciec był Australijczykiem pochodzenia angielskiego, niemieckiego i irlandzkiego. Jego matka była tancerką Marthy Graham, która w połowie lat 60. w Londynie założyła trupę tańca nowoczesnego, gdzie tańczył jego ojciec. Ma starszego brata Stephena.
Dorastał w rodzinie żydowskiej. W 1970, kiedy miał pięć lat, jego rodzina przeniosła się do Missouri, gdzie jego rodzice prowadzili Mid-American Dance Company. Winter trenował taniec na Uniwersytecie Waszyngtona w St. Louis. W 1973 jego rodzice rozwiedli się. W 1978 wraz z matką przeprowadził się do Montclair w New Jersey, gdzie uczęszczał do Montclair High School.

### Kariera
W wieku 11 lat zadebiutował na scenie jako uliczny urwis w lokalnej produkcji Oliver! z Vincentem Price. W 1978, w wieku trzynastu lat na Broadwayu grał rolę Louisa Leonowensa w musicalu Richarda Rodgersa i Oscara Hammersteina II Król i ja u boku Yula Brynnera. W latach 1979–81 występował jako John Darling w spektaklu Piotruś Pan na scenie broadwayowskiej Lunt-Fontanne Theatre.
W 1983, po ukończeniu szkoły średniej, Winter został przyjęty do Tisch School of Arts na Uniwersytecie Nowojorskim, gdzie studiował też Tom Stern. Obaj współpracowali przy filmach krótkometrażowych 16 mm i obydwaj ukończyli studia z wyróżnieniem.
W 1985 po raz pierwszy trafił na kinowy ekran jako gwałciciel Hermosa w dramacie sensacyjnym Michaela Winnera Życzenie śmierci 3 z Charlesem Bronsonem. W 1986 przeniósł się do Los Angeles.
W 1991 wraz z Tomem Sternem napisał, wyreżyserował, wyprodukował krótkometrażowy film Squeal of Death i serial komediowy MTV The Idiot Box. W 1994 w Nowym Jorku realizował reklamy. W 1999 miał miejsce jego debiut reżyserski filmu pełnometrażowego Fever z udziałem Henry’ego Thomasa, Billa Duke’a, Davida O’Hary i Teri Hatcher.

## Życie prywatne
W 1995 ożenił się z Sonyą Dawson, z którą ma syna (ur. 1998). Jednak rozwiedli się. W 2010 poślubił Ramsey Ann Naito. Mają dwoje dzieci.
Winter ma podwójne obywatelstwo brytyjskie i amerykańskie.
2 lutego 2018 Winter ujawnił, że był molestowany przez starszego mężczyznę w wieku 13 lat, gdy grał na Broadwayu.

## Filmografia

### Obsada aktorska
- Życzenie śmierci 3 (Death Wish 3, 1985) jako Hermosa
- Straceni chłopcy (The Lost Boys, 1987) jako Marko
- Nawiedzone lato (Haunted Summer, 1988) jako John Polidori
- Wspaniała przygoda Billa i Teda (Bill & Ted's Excellent Adventure, 1989) jako Bill S. Preston, Esquire
- Rozalka idzie na zakupy (Rosalie Goes Shopping, 1989) jako Schatzi
- Bill & Ted's Excellent Adventures (1990-1991) jako Bill S. Preston (głos)
- Szalona wyprawa Billa i Teda (Bill & Ted's Bogus Journey, 1991) jako Bill S. Preston, Esq./Granny Preston/Zły Bill
- Wszystko tylko nie buty (Freaked, 1993) jako Ricky Coogan
- Pożyczalscy (The Borrowers, 1997) jako Gangster
- I Love 1980's (2001) jako on sam
- Wirtuoz (Grand Piano, 2013) jako pomocnik

### Reżyser
- Bar-B-Que Movie (1988)
- Wszystko tylko nie buty (Freaked, 1993)
- Gorączka (Fever, 1999)
- Dirty Famous  (2005)
- Ben 10: Wyścig z czasem (2007)
- We're Here to Help (2008)
- Ben 10: Alien Swarm (2010)

### Scenarzysta
- Squeal of Death (1985)
- Aisles of Doom (1989)
- The Idiot Box (1991)
- Wszystko tylko nie buty (Freaked, 1993)
- Gorączka (Fever, 1999)
- Downloaded: The Rise and Fall and Rise of Napster  (2006)